# جورج ماكجيل
جورج ماكجيل هو عسكري كندي، ولد في 14 أبريل 1918 في تورونتو في كندا، وتوفي في 31 مارس 1944.